# Spaceship
«Spaceship» (en español: «Nave espacial») es una canción interpretada por el disc jockey y productor italiano, Benny Benassi con la colaboración de la cantante estadounidense, Kelis, y los raperos, Apl.de.ap y Jean-Baptiste, incluido en el álbum de Benassi, Electroman. El sencillo alcanzó el puesto 16, en las listas de sencillos de Francia. También ingresó en las listas del Reino Unido y la lista de música dance de Billboard.

## Video musical
El video musical que acompañó el estreno de «Spaceship», fue lanzado por primera vez en la cuenta oficial de Benassi en VEVO, el 28 de junio de 2010. Fue dirigido por Ray Kay y en él, aparecen todos los artistas implicados. Tiene una duración total de tres minutos y 29 segundos.
Tiene un aspecto muy futurista y Kelis es la que más protagonismo tiene en el video.

## Lista de canciones y formatos
| Estados Unidos – Descarga digital |                          |          |  |
| N.º                               | Título                   | Duración |  |
| 1.                                | «Spaceship» (Radio Edit) | 3:04     |  |

| Italia – Descarga digital (Remixes) |                                                           |          |  |
| N.º                                 | Título                                                    | Duración |  |
| 1.                                  | «Spaceship»                                               | 3:06     |  |
| 2.                                  | «Spaceship» (EDX Radio Edit)                              | 2:49     |  |
| 3.                                  | «Spaceship» (Extended Mix)                                | 5:02     |  |
| 4.                                  | «Spaceship» (EDX's Dubai Skyline Remix)                   | 6:44     |  |
| 5.                                  | «Spaceship» (Alex Gaudino & Jason Rooney Remix)           | 7:36     |  |
| 6.                                  | «Spaceship» (Kris Menace Remix)                           | 5:20     |  |
| 7.                                  | «Spaceship» (Rivaz Remix)                                 | 5:06     |  |
| 8.                                  | «Spaceship» (Fedde le Grand Remix)                        | 6:31     |  |
| 9.                                  | «Spaceship» (Edu K Remix)                                 | 6:48     |  |
| 10.                                 | «Spaceship» (The Toxic Avenger Remix)                     | 4:25     |  |
| 11.                                 | «Spaceship» (The Toxic Avenger Almost Instrumental Remix) | 4:33     |  |
| 12.                                 | «Spaceship» (Nadastrom Remix)                             | 4:34     |  |
| 13.                                 | «Spaceship» (Pance Party Remix)                           | 6:14     |  |

## Posicionamiento en listas
| Lista (2010)                                | Mejor posición |
| ------------------------------------------- | -------------- |
| Bélgica (Flandes) (Ultratip Bubbling Under) | 27             |
| Bélgica (Valonia) (Ultratip Bubbling Under) | 40             |
| Estados Unidos (Hot Dance Club Songs)       | 32             |
| Francia (SNEP)                              | 16             |
| Reino Unido (UK Singles Chart)              | 94             |
| Reino Unido (UK Dance Chart)                | 18             |